# Bahna
Bahna è un comune della Romania di 3 618 abitanti, ubicato nel distretto di Neamț, nella regione storica della Moldavia. 
Il comune è formato dall'unione di 8 villaggi: Arămești, Bahna, Băhnișoara, Broșteni, Izvoare, Liliac, Țuțcanii din Deal, Țuțcanii din Vale.